# Гомомонумент (Гаага)
Гомомонумент в Гааге (нидерл. Homomonument in Den Haag) — мемориал в центре Гааги, установленный в память о гомосексуалах-жертвах Второй мировой войны, кроме того он является знаком борьбы ЛГБТ-сообщества против дискриминации.
Памятник установлен на улице Koninginnegracht неподалёку от парка Мадюродам.
Автором памятника выступил скульптор Тео тен Хаве. Памятник представляет собой металлический завиток с переходящим градиентом цвета от синего внизу до розового вверху. Символика композиции: самосознание жизни гомосексуала; зелёный газон — общество, синяя основа — осознание, узел — конфликт, розовый парус — освобождение.

## История
Зимой 1984 года организация гомосексуалов Flikkervuistje впервые выступила с предложением установления в Гааге монумента в память о жертвах Второй мировой войны. Двумя годами позднее, весной 1986 года было получено согласие муниципалитета. Открытие монумента было запланировано на 1989 год, однако неоднократно переносилось и в итоге состоялось в 1993 году. С тех пор у памятника ежегодно проходят церемонии памяти жертв Второй мировой войны.